# Tello (Cameroun)
Pour les articles homonymes, voir Tello.
Tello (ou Tello Pastoral) est un village de la commune de Belel situé dans la région de l'Adamaoua et le département de la Vina au Cameroun.

## Environnement
La localité abrite les chutes de Tello, l'une des principales curiosités naturelles de la région de l'Adamaoua.
Plusieurs plantes endémiques ont été découvertes près des chutes, telles que Digitaria adamaouensis, Stonesia ghoguei et Justicia telloensis, dont l'épithète spécifique telloensis fait référence à la localité.

Vues des Chutes de Tello
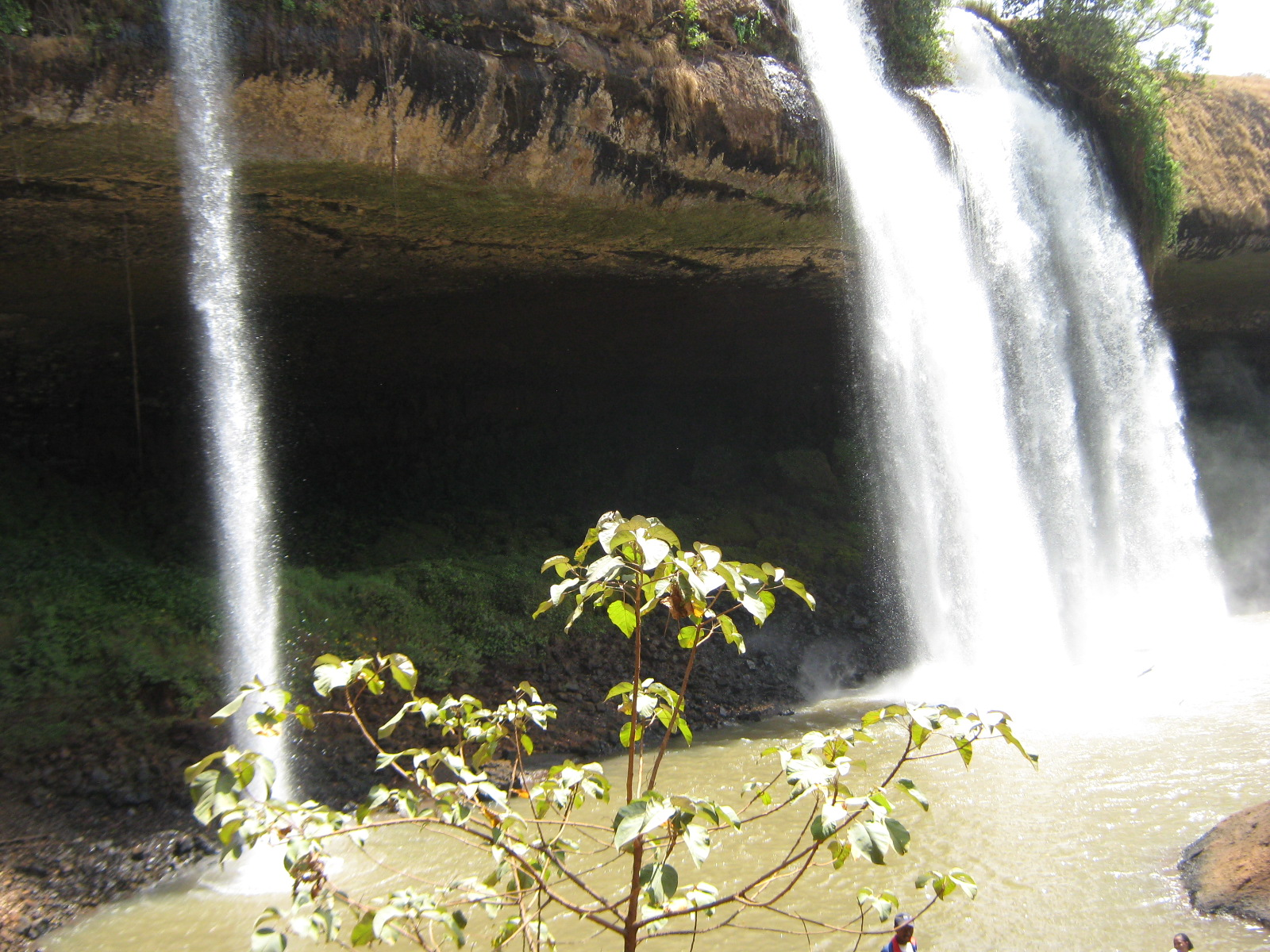
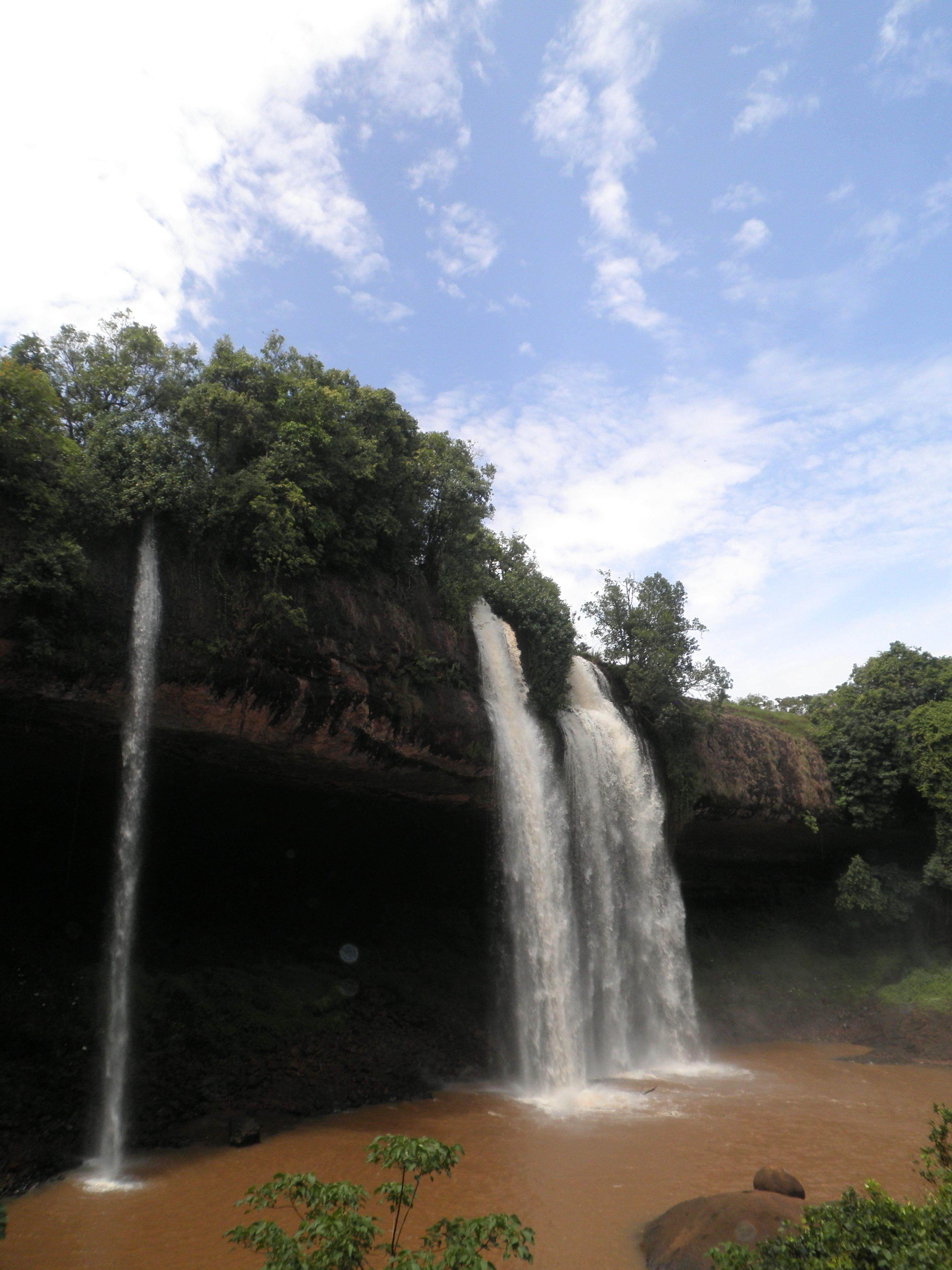
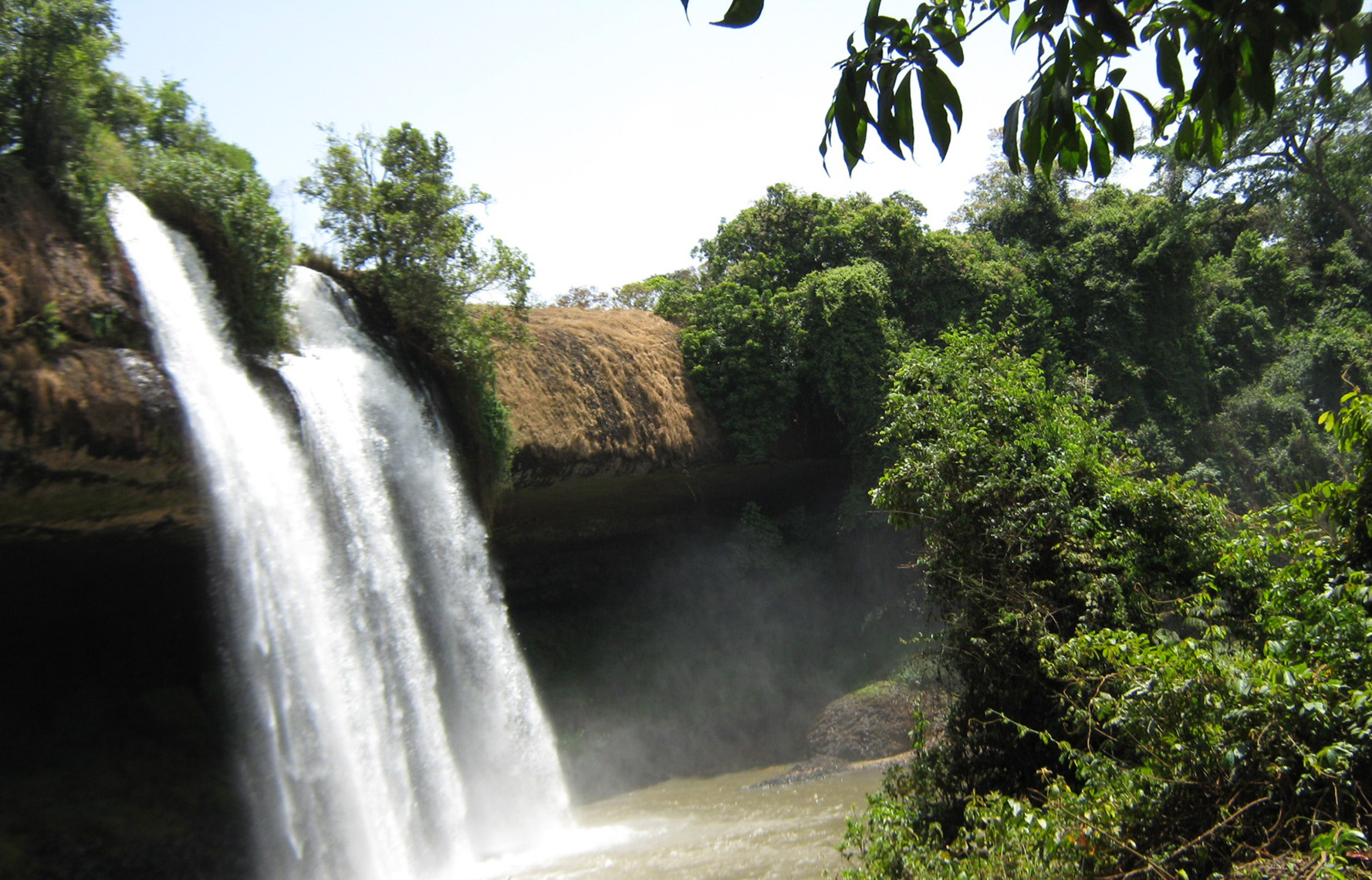
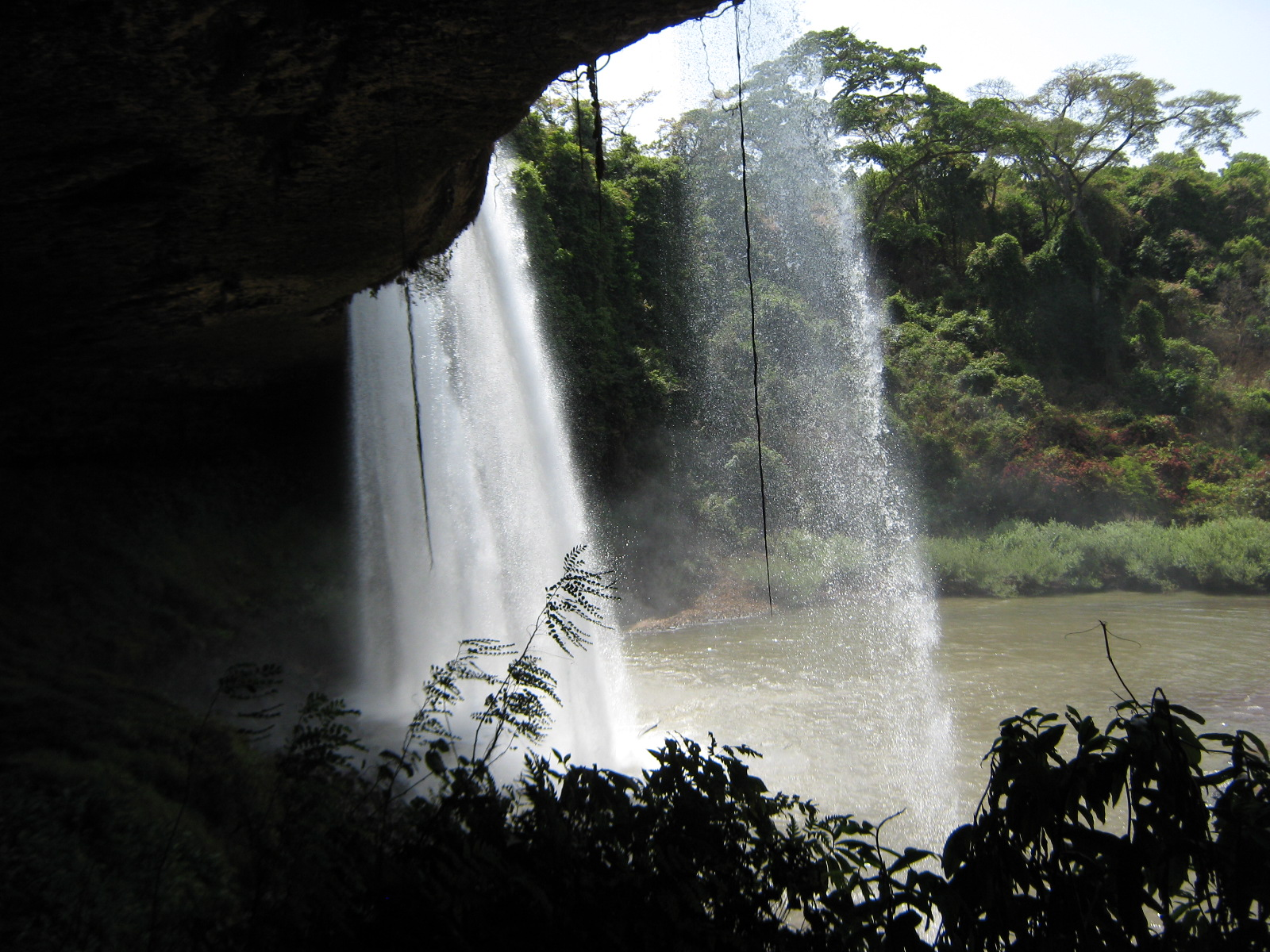

## Population
En 1967 Tello comptait 153 habitants, principalement des Peuls.
Lors du recensement de 2005, 1 659 personnes y ont été dénombrées.